# Tournoi de clôture du championnat du Guatemala de football 2012
Navigation
Saison précédente Saison suivante
Le Tournoi Clausura 2012 est le vingt-septième tournoi saisonnier disputé au Guatemala.
C'est cependant la 73e fois que le titre de champion du Guatemala est remis en jeu.
Lors de ce tournoi, le CSD Municipal a tenté de conserver son titre de champion du Guatemala face aux onze meilleurs clubs guatémaltèques.
Chacun des douze clubs participant était confronté deux fois aux onze autres équipes. Puis les six meilleurs se sont affrontés lors d'une phase finale à la fin du tournoi.
Seulement une place était qualificative pour la Ligue des champions de la CONCACAF.

## Les 12 clubs participants
| \| CSD Comunicaciones CSD Municipal CD Heredia Deportivo Malacateco Deportivo Marquense Deportivo Mictlán CSD Comunicaciones CSD Municipal Peñarol La Mesilla Deportivo Petapa Juventud Retalteca Deportivo Suchitepéquez Xelaju MC Deportivo Zacapa \| Localisation des clubs engagés dans le championnat. |
| CSD Comunicaciones CSD Municipal CD Heredia Deportivo Malacateco Deportivo Marquense Deportivo Mictlán CSD Comunicaciones CSD Municipal Peñarol La Mesilla Deportivo Petapa Juventud Retalteca Deportivo Suchitepéquez Xelaju MC Deportivo Zacapa                                                           |

Ce tableau présente les douze équipes qualifiées pour disputer le championnat 2011-2012. On y trouve le nom des clubs, le nom des stades dans lesquels ils évoluent ainsi que la capacité et la localisation de ces derniers.
| Club                    | Stade                                | Capacité | Ville             |
| CSD Comunicaciones      | Stade Mateo Flores                   | 30 000   | Guatemala City    |
| CD Heredia              | Stade Julián Tesucún                 | 8 000    | San José          |
| Deportivo Malacateco    | Stade Santa Lucía                    | 7 000    | Malacatán         |
| Deportivo Marquense     | Stade Marquesa de la Ensenada        | 10 000   | San Marcos        |
| Deportivo Mictlán (en)  | Stade La Asunción                    | 3 000    | Asunción Mita     |
| CSD Municipal           | Stade Mateo Flores                   | 30 000   | Guatemala City    |
| Peñarol La Mesilla (en) | Stade Los Cuchumatanes               | 5 340    | Huehuetenango     |
| Deportivo Petapa (en)   | Stade Municipal de San Miguel Petapa | 7 000    | San Miguel Petapa |
| Juventud Retalteca      | Stade Óscar Monterroso Izaguirre     | 8 000    | Retalhuleu        |
| Deportivo Suchitepéquez | Stade Carlos Salazar Hijo            | 12 000   | Mazatenango       |
| Xelaju MC               | Stade Mario Camposeco                | 11 000   | Quetzaltenango    |
| Deportivo Zacapa        | Stade David Ordoñez Bardales         | 10 000   | Zacapa            |

## Compétition
Le tournoi Clausura se déroule de la même façon que les tournois saisonniers précédents, en deux phases :
- La phase de qualification : les vingt-deux journées de championnat.
- La phase finale : les matchs aller-retour allant des quarts de finale à la finale.

### Phase de qualification
Lors de la phase de qualification les douze équipes affrontent à deux reprises les onze autres équipes selon un calendrier tiré aléatoirement.
Les deux meilleures équipes sont qualifiées directement pour les demi-finales et les quatre suivantes pour les quarts de finale.
Le classement est établi sur le barème de points classique (victoire à 3 points, match nul à 1, défaite à 0).
Le départage final se fait selon les critères suivants :
- Le nombre de points.
- La différence de buts générale.
- Le nombre de buts marqué.

#### Classement
| Rang | Équipe                  | Pts | J  | G  | N  | P  | Bp | Bc | Diff |
| ---- | ----------------------- | --- | -- | -- | -- | -- | -- | -- | ---- |
| 1    | CSD Comunicaciones      | 42  | 22 | 13 | 3  | 6  | 39 | 23 | +16  |
| 2    | Deportivo Marquense     | 38  | 22 | 10 | 8  | 4  | 38 | 18 | +20  |
| 3    | Xelaju MC               | 34  | 22 | 8  | 10 | 4  | 27 | 22 | +5   |
| 4    | CSD Municipal T         | 31  | 22 | 8  | 7  | 7  | 29 | 25 | +4   |
| 5    | Deportivo Suchitepéquez | 31  | 22 | 8  | 7  | 7  | 33 | 31 | +2   |
| 6    | CD Heredia              | 31  | 22 | 9  | 4  | 9  | 30 | 35 | -5   |
| 7    | Deportivo Petapa (en) P | 30  | 22 | 8  | 6  | 8  | 23 | 23 | 0    |
| 8    | Deportivo Mictlán (en)  | 29  | 22 | 9  | 2  | 11 | 25 | 37 | -12  |
| 9    | Deportivo Malacateco    | 27  | 22 | 7  | 6  | 9  | 21 | 30 | -9   |
| 10   | Peñarol La Mesilla (en) | 25  | 22 | 6  | 7  | 9  | 32 | 26 | +6   |
| 11   | Deportivo Zacapa P      | 25  | 22 | 6  | 7  | 9  | 28 | 36 | -8   |
| 12   | Juventud Retalteca      | 17  | 22 | 4  | 5  | 13 | 20 | 39 | -19  |

| Légende : Qualifications et relégations | Légende : Qualifications et relégations          |
| --------------------------------------- | ------------------------------------------------ |
|                                         | Qualifié pour les demi-finales                   |
|                                         | Qualifié pour les quarts de finale               |
|                                         | T Tenant du titre P Promu de la saison 2010-2011 |

#### Matchs
| Résultats (▼dom., ►ext.)                                   | Com | Her | Ret | Mal | Mar | Mic | Mun | Peñ | Pet | Suc | Xel | Zac |
| CSD Comunicaciones                                         |     | 3-0 | 3-0 | 2-1 | 2-0 | 4-1 | 2-0 | 2-0 | 1-0 | 4-3 | 3-1 | 2-2 |
| CD Heredia                                                 | 2-2 |     | 2-1 | 3-1 | 2-0 | 2-1 | 1-0 | 3-1 | 1-0 | 1-1 | 1-1 | 6-1 |
| Juventud Retalteca                                         | 1-2 | 1-2 |     | 2-0 | 1-4 | 2-1 | 1-1 | 1-0 | 1-2 | 2-0 | 2-2 | 1-2 |
| Deportivo Malacateco                                       | 1-1 | 2-1 | 2-0 |     | 0-0 | 2-1 | 1-0 | 1-0 | 1-1 | 1-0 | 0-0 | 3-3 |
| Deportivo Marquense                                        | 1-0 | 4-0 | 4-0 | 1-0 |     | 6-0 | 3-3 | 2-1 | 3-2 | 0-0 | 3-4 | 4-0 |
| Deportivo Mictlán (en)                                     | 1-0 | 2-0 | 3-0 | 2-1 | 0-0 |     | 0-1 | 1-0 | 1-0 | 2-1 | 1-2 | 3-0 |
| CSD Municipal                                              | 2-1 | 4-2 | 1-0 | 4-0 | 1-1 | 1-2 |     | 1-1 | 0-1 | 0-0 | 1-0 | 2-1 |
| Peñarol La Mesilla (en)                                    | 2-0 | 3-0 | 2-2 | 2-0 | 0-1 | 5-0 | 3-3 |     | 2-0 | 4-0 | 2-2 | 1-1 |
| Deportivo Petapa (en)                                      | 0-1 | 1-0 | 2-0 | 1-1 | 0-0 | 3-2 | 1-1 | 2-0 |     | 2-1 | 0-0 | 2-1 |
| Deportivo Suchitepéquez                                    | 2-4 | 1-0 | 3-1 | 2-0 | 0-0 | 1-1 | 3-2 | 3-2 | 2-2 |     | 3-0 | 4-2 |
| Xelaju MC                                                  | 1-0 | 4-0 | 1-1 | 2-0 | 1-1 | 2-0 | 1-0 | 1-1 | 1-0 | 1-1 |     | 0-0 |
| Deportivo Zacapa                                           | 2-0 | 1-1 | 0-0 | 2-3 | 1-0 | 4-0 | 0-1 | 0-0 | 3-1 | 0-2 | 2-0 |     |
| - Victoire à domicile - Match nul - Victoire à l'extérieur |     |     |     |     |     |     |     |     |     |     |     |     |

### Classement cumulatif
| Rang | Équipe                  | Pts | J  | G  | N  | P  | Bp | Bc | Diff |
| ---- | ----------------------- | --- | -- | -- | -- | -- | -- | -- | ---- |
| 1    | CSD Comunicaciones      | 77  | 44 | 21 | 14 | 9  | 66 | 43 | +23  |
| 2    | Deportivo Marquense     | 74  | 44 | 19 | 17 | 8  | 69 | 38 | +31  |
| 3    | Deportivo Suchitepéquez | 74  | 44 | 22 | 8  | 14 | 67 | 52 | +15  |
| 4    | Xelaju MC C             | 72  | 44 | 19 | 15 | 10 | 57 | 45 | +12  |
| 5    | CD Heredia              | 66  | 44 | 19 | 9  | 16 | 65 | 65 | 0    |
| 6    | CSD Municipal C         | 65  | 44 | 16 | 17 | 11 | 66 | 47 | +19  |
| 7    | Peñarol La Mesilla (en) | 56  | 44 | 14 | 14 | 16 | 68 | 57 | +11  |
| 8    | Deportivo Malacateco    | 49  | 44 | 11 | 16 | 17 | 50 | 72 | -22  |
| 9    | Deportivo Mictlán (en)  | 49  | 44 | 14 | 7  | 23 | 48 | 76 | -28  |
| 10   | Deportivo Petapa (en) P | 48  | 44 | 11 | 15 | 18 | 47 | 56 | -9   |
| 11   | Deportivo Zacapa P      | 46  | 44 | 11 | 13 | 20 | 55 | 79 | -24  |
| 12   | Juventud Retalteca      | 37  | 44 | 8  | 13 | 23 | 44 | 72 | -28  |

| Légende : Qualifications et relégations | Légende : Qualifications et relégations                                        |
| --------------------------------------- | ------------------------------------------------------------------------------ |
|                                         | Ligue des champions de la CONCACAF 2012-2013 (Phase de groupes)                |
|                                         | Relégué en Primera División de Guatemala                                       |
|                                         | C Vainqueur d'un des deux tournois de la saison P Promu de la saison 2010-2011 |

### La Phase Finale
Les six équipes qualifiées sont réparties dans le tableau final d'après leur classement général, le deuxième affrontant lors des demi-finales le vainqueur du quart opposant le quatrième au cinquième et le premier affrontant le vainqueur du quart opposant le troisième au sixième.
En cas d'égalité sur la somme des deux matchs, c'est l'équipe ayant marqué le plus de buts à extérieur qui l'emporte puis des prolongations et une séance de tirs au but ont éventuellement lieu.

#### Tableau
|  |                         |               |                     |               |               |     |   |            |            |            |            |               |     |   |        |        |        |        |        |  |  |
|  | 1/4 de finale           | 1/4 de finale | 1/4 de finale       | 1/4 de finale | 1/4 de finale |     |   | 1/2 finale | 1/2 finale | 1/2 finale | 1/2 finale | 1/2 finale    |     |   | Finale | Finale | Finale | Finale | Finale |  |  |
|  |                         |               |                     |               |               |     |   |            |            |            |            |               |     |   |        |        |        |        |        |  |  |
|  |                         |               |                     |               |               |     |   |            |            |            |            |               |     |   |        |        |        |        |        |  |  |
|  |                         |               |                     |               |               |     |   |            |            |            |            |               |     |   |        |        |        |        |        |  |  |
|  |                         |               |                     |               |               |     |   |            |            |            |            |               |     |   |        |        |        |        |        |  |  |
|  |                         |               |                     |               |               |     |   |            |            |            |            |               |     |   |        |        |        |        |        |  |  |
|  | CSD Comunicaciones      | (1)           | 0                   | 1             |               |     |   |            |            |            |            |               |     |   |        |        |        |        |        |  |  |
|  | CSD Comunicaciones      | (1)           | 0                   | 1             |               |     |   |            |            |            |            |               |     |   |        |        |        |        |        |  |  |
|  |                         |               | CSD Municipal       | (4)           | 0             | 2   |   |            |            |            |            |               |     |   |        |        |        |        |        |  |  |
|  | CSD Municipal           | (4)           | CSD Municipal       | (4)           | 0             | 2   | 1 | 3          |            |            |            |               |     |   |        |        |        |        |        |  |  |
|  | CSD Municipal           | (4)           |                     |               |               |     |   |            |            |            |            |               |     |   |        |        |        |        |        |  |  |
|  | Deportivo Suchitepéquez | (5)           | 2                   | 0             |               |     |   |            |            |            |            |               |     |   |        |        |        |        |        |  |  |
|  | Deportivo Suchitepéquez | (5)           | 2                   | 0             |               |     |   |            |            |            |            | CSD Municipal | (4) | 1 | 1      |        |        |        |        |  |  |
|  |                         |               |                     |               |               |     |   |            |            |            |            | CSD Municipal | (4) | 1 | 1      |        |        |        |        |  |  |
|  |                         | Xelaju MC     | (3)                 | 0             | 3             |     |   |            |            |            |            |               |     |   |        |        |        |        |        |  |  |
|  | Xelaju MC               | Xelaju MC     | (3)                 | 0             | 3             | (3) | 1 | 6          |            |            |            |               |     |   |        |        |        |        |        |  |  |
|  | Xelaju MC               |               |                     |               |               |     | 1 | 6          |            |            |            |               |     |   |        |        |        |        |        |  |  |
|  | CD Heredia              | (6)           | 2                   | 2             |               |     |   |            |            |            |            |               |     |   |        |        |        |        |        |  |  |
|  | CD Heredia              | (6)           | 2                   | 2             | Xelaju MC     | (3) | 1 | 1          |            |            |            |               |     |   |        |        |        |        |        |  |  |
|  |                         |               |                     |               |               | (3) | 1 | 1          |            |            |            |               |     |   |        |        |        |        |        |  |  |
|  |                         |               | Deportivo Marquense | (2)           | 0             | 1   |   |            |            |            |            |               |     |   |        |        |        |        |        |  |  |
|  |                         |               |                     |               |               | 1   |   |            |            |            |            |               |     |   |        |        |        |        |        |  |  |
|  |                         |               |                     |               |               |     |   |            |            |            |            |               |     |   |        |        |        |        |        |  |  |
|  |                         |               |                     |               |               |     |   |            |            |            |            |               |     |   |        |        |        |        |        |  |  |
|  |                         |               |                     |               |               |     |   |            |            |            |            |               |     |   |        |        |        |        |        |  |  |

#### Quarts de finale
| Club          | Aller | Retour | Club                    | Commentaire |
| Xelaju MC     | 1-2   | 6-2    | CD Heredia              |             |
| CSD Municipal | 1-2   | 3-0    | Deportivo Suchitepéquez |             |

#### Demi-finales
| Club                | Aller | Retour | Club          | Commentaire |
| CSD Comunicaciones  | 0-0   | 1-2    | CSD Municipal |             |
| Deportivo Marquense | 0-1   | 1-1    | Xelaju MC     |             |

#### Finale
| Match aller | CSD Municipal          | 1:0   | Xelaju MC | Stade Mateo Flores |  |
| 16 mai 2012 | 84e Eliseo Quintanilla | (0:0) |           |                    |  |

| Match retour | Xelaju MC                         | 2:1 (a.p.) | CSD Municipal   | Stade Mario Camposeco |  |
| 19 mai 2012  | 7e Israel Silva · 78e Wilber Caal | (1:0)      | 60e Manuel León |                       |  |
| 19 mai 2012  | Tirs au but 3:1                   |            |                 |                       |  |

## Bilan du tournoi
| Tournoi de clôture du championnat de football du Guatemala 2012 |                      |
| Champion                                                        | Xelaju MC            |
| Dauphin                                                         | CSD Municipal        |
| Coupes et trophées                                              |                      |
| Vainqueur Copa Centenario                                       |                      |
| Qualifications continentales                                    |                      |
| Ligue des champions 2012-2013 (Phase de groupes)                | Xelaju MC            |
| Promotions et relégations                                       |                      |
| Promus en Liga Nacional de Guatemala                            | Juventud Escuintleca |
| Promus en Liga Nacional de Guatemala                            | Universidad SC       |
| Relégués en Primera División de Guatemala                       | Juventud Retalteca   |
| Relégués en Primera División de Guatemala                       | Deportivo Zacapa     |

## Statistiques

### Buteurs
| Rang | Nom                  | Équipe                  | Buts |
| 1    | Henry Hernández      | CD Heredia              | 16   |
| 2    | Carlos Asprilla      | Deportivo Mictlán (en)  | 11   |
| 2    | Fernando Gallo       | Peñarol La Mesilla (en) | 11   |
| 2    | Terencio de Oliveira | Deportivo Marquense     | 11   |
| 2    | Israel Silva         | Xelaju MC               | 11   |
| 6    | Gonzalo Gutiérrez    | Deportivo Suchitepéquez | 10   |
| 6    | Sandro Zamboni       | Deportivo Petapa (en)   | 10   |
| 6    | Juan Valenzuela      | Deportivo Zacapa        | 10   |
| 9    | 3 joueurs            | 3 joueurs               | 9    |